# Marie Zehetmaier
Marie Zehetmaier, née le 28 août 1881 à Bad Aibling et morte le 14 mai 1980 dans la même ville, est une militante pacifiste allemande. 

## Biographie

### Jeunesse et formation
Marie Zehetmaier est née le 28 août 1881 à Thürham (de), un quartier de Bad Aibling, dans une famille catholique de six enfants, qui gère une entreprise de transport. 
Après avoir fréquenté, entre autres, l'école primaire et une école secondaire pour filles, elle se rend en Grèce à l'automne 1899, où elle travaille comme enseignante pendant plus de six ans.
En 1907, elle est une des rares femmes à étudier les mathématiques et la physique à Munich et à Iéna. Mais, à cette époque, seuls les hommes sont autorisés à enseigner dans les écoles secondaires, Marie Zehetmaier travaille donc d'abord comme préceptrice privée. Elle devient cependant, en 1915, une des premières femmes à obtenir un poste de professeur de physique et de mathématiques au futur Luisengymnasium (de),. 

### Première Guerre mondiale
Marie Zehetmaier s'engage très tôt dans le mouvement pacifiste. Elle écrit dans une lettre datée du 24 octobre 1914 :

« Femmes d'Europe, femmes allemandes, jusqu'à quand entendrez vous encore ce cri de douleur venu de tous les champs de bataille et qui pénètre vos âmes ? Combien de temps pourrez-vous supporter de savoir que tout ce que l’ingéniosité humaine a conçu est utilisé avec une brutalité sans précédent pour détruire la vie humaine ? Combien de temps tiendrez-vous pour acquis, comme tout à fait acceptable, que vos frères se vident de leur sang dehors sans raison et inutilement : parce que cette guerre n'a plus aucun sens !! Allez à l'hôpital et laissez les quelques survivants vous dire que ce n'est plus une guerre, mais un massacre. Rappelez vous que tout ce qui était grand a prévalu en vain contre la violence jusqu'à ce que la violence doive céder. »

La mort de son frère aîné le 29 avril 1915, à la suite des blessures subies lors d'un bombardement, renforce Marie Zehetmaier dans son pacifisme. Elle adresse des appels contre la guerre et des chaînes de lettres aux autorités, aux associations de femmes et aux journaux. 
En raison de son militantisme, elle fait l'objet d'une surveillance par le ministère de la Guerre et subit des menaces, des perquisitions de son domicile, des convocations et des détentions répétées. Ces intimidations restant sans effet, Marie Zehetmaier est finalement interdite de toute « activité pacifiste » en 1916. En 1917, le ministère de la Guerre parvient également à lui retirer son emploi d'enseignante. Elle est accusée de « crimes de guerre » mais acquittée en raison d'une prétendue folie et internée dans un hôpital psychiatrique à Haar pour la durée de la guerre,. 

### Entre-deux-guerres
Après la Première Guerre mondiale, Marie Zehetmaier continue à œuvrer pour la paix et collabore avec d'autres femmes pacifistes comme Constanze Hallgarten active au sein de la Deutsche Friedensgesellschaft. Elle participe activement à la conception et la réalisation de l'exposition « Mouvement pour la paix et travail pour la paix dans tous les pays » (Friedensbewegung und Friedensarbeit in allen Ländern). L'exposition est présentée pour la première fois à l'Asamsaal à Munich, puis dans plusieurs villes d'Allemagne. Elle est particulièrement bien accueillie par la presse étrangère,,.

### Le national-socialisme
Au début des années 1930, Marie Zehetmaier quitte l'Allemagne pour émigrer d'abord en Grèce puis en France. De là, elle assiste à l'accession au pouvoir d'Adolf Hitler. 
En 1934, quelques jours après son retour en Allemagne, elle est arrêtée et placée en détention de protection (Schutzhaft) à plusieurs reprises,. Malgré les pétitions et protestations, elle est internée au sanatorium de Gabersee pendant toute la durée de la guerre comme « pacifiste incurable » (comme indiqué lors d'une demande de libération du 20 août 1942). Cette détention lui sauve probablement la vie.
Après la guerre, Marie Zehetmaier n'est pas autorisée à reprendre l'enseignement. Avec un petit groupe et notamment Constanze Hallgarten, elle reprend son travail pour la paix à Munich en 1946. 
Elle décède dans sa ville natale le 14 mai 1980, à l'âge de 99 ans. Elle repose dans la tombe familiale des familles Zehetmaier et Leuprecht au cimetière de Bad Aibling.

## Distinctions
Dans sa ville natale de Bad Aibling, une rue porte le nom de Marie Zehetmaier.

## Publications
- Requiem: Ein Mahnwort an die Frauen der Kulturnationen von einer Trauernden. 1916–1919. Weinaug, Barsinghausen, 1919